# Euptoieta clausius
Euptoieta clausius är en fjärilsart som beskrevs av Herbst 1789. Euptoieta clausius ingår i släktet Euptoieta och familjen praktfjärilar. Inga underarter finns listade i Catalogue of Life.